# Valdemaras Chomičius

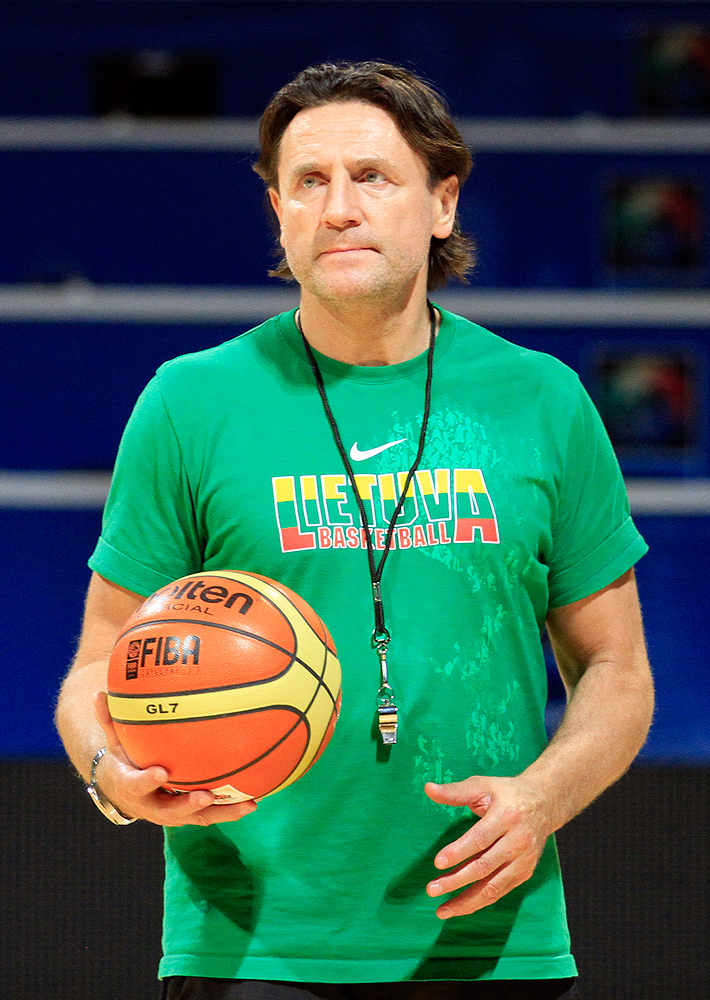
Valdemaras Chomičius (2011).

Valdemaras Chomičius, född 4 maj 1959 i Kaunas i dåvarande Sovjetunionen, är en litauisk basketspelare som tog OS-brons 1992 i Barcelona. Detta var Litauens första medalj i herrarnas turnering i basket vid olympiska sommarspelen. Även vid kommande olympiska spel (1996 och 2000) tog herrarna brons. Chomičius var även med för Sovjetunionen och tog OS-brons 1988.